# Avril 1944 (guerre mondiale)
Chronologie de la Seconde Guerre mondiale
Mars 1944 - Avril 1944 -  Mai 1944

## Événements
- 1er avril
  - Massacre d'Ascq par des troupes allemandes.

- 3 avril :
  - Les États-Unis excluent la Turquie de la formule « Prêt-bail ».
  - Opération Tungsten visant à couler le cuirassé allemand Tirpitz.

- 5 avril :
  - Le gouvernement polonais en exil à Londres appelle la résistance polonaise à collaborer avec les troupes soviétiques.

- 6 avril
  - Rafle des enfants d'Izieu.

- 8 avril :
  - Début de l'offensive russe en Crimée.

- 10 avril :
  - Les Russes reprennent Odessa.

- 12 avril :
  - Accords entre Tito et l'URSS.

- 13 avril : 
  - Départ du 71e convoi de déportation des Juifs de France, du camp de Drancy vers Auschwitz : 1 500 déportés, 105 survivants en 1945.

- 15 avril :
  - Les Russes reprennent Ternopil.
  - Sabotage de l'usine Hispano-Suiza de Soues dans les Hautes-Pyrénées, par un commando, composé de FTPF, de membres de l'AS et du CFP (Corps franc Pommiès) membres de la résistance française.

- 18 avril : 
  - Le triomphe de la mort de Felix Nussbaum
  - Offensive japonaise en direction de Canton en Chine.

- 19 avril :
  - Rupture des négociations d'armistice entre la Finlande et l'URSS.

- 21 avril :
  - Bombardements aériens alliés sur Paris.

- 23 avril :
  - Opération Reckless, débarquement allié en Nouvelle-Guinée.

- 23 au 24 avril :
  - Conférence entre Hitler et Mussolini au château de Klessheim près de Salzbourg.

- 23 au 25 avril :
  - La Milice attaque le maquis du Vercors.

- 29 avril : 
  - Départ du 72e convoi de déportation des Juifs de France, du camp de Drancy vers Auschwitz : 1 004 déportés, 37 survivants en 1945.
- 30 avril
  - Bombardement par la Royal Air Force de l'aérodrome d'Aulnat occupé par la Luftwaffe dans la banlieue de Clermont-Ferrand[1].